# Unione Sportiva Catanzaro 1953-1954
Questa voce raccoglie le informazioni riguardanti l'Unione Sportiva Catanzaro nelle competizioni ufficiali della stagione 1953-1954.

## Rosa
| N. |                   | Ruolo | Calciatore         |
| -- | ----------------- | ----- | ------------------ |
|    | Italia (bandiera) | A     | Antonio Altobello  |
|    | Italia (bandiera) | C     | Alberto Clementoni |
|    | Italia (bandiera) | A     | Giovanni Corti     |
|    | Italia (bandiera) | C     | Roberto Croci      |
|    | Italia (bandiera) | C     | Walter Costa       |
|    | Italia (bandiera) | A     | Giuseppe D'Avino   |
|    | Italia (bandiera) | D     | Giorgio Ghiotto    |
|    | Italia (bandiera) | A     | Saverio Leotta     |
|    | Italia (bandiera) | D     | Antonio Lionetti   |
|    | Italia (bandiera) | A     | Eros Marini        |

| N. |                   | Ruolo | Calciatore          |
| -- | ----------------- | ----- | ------------------- |
|    | Italia (bandiera) | P     | Vittorio Masci      |
|    | Italia (bandiera) | C     | Ferruccio Morbidoni |
|    | Italia (bandiera) | D     | Palotta             |
|    | Italia (bandiera) | C     | Cesare Pollastri    |
|    | Italia (bandiera) | D     | Adelmo Santi        |
|    | Italia (bandiera) | D     | Manlio Scopigno     |
|    | Italia (bandiera) | D     | Ercole Talusi       |
|    | Italia (bandiera) | D     | Antonio Tozzo       |
|    | Italia (bandiera) | C     | Luigi Ziletti       |